# Tang Haochen
Tang Haochen (唐好辰; Zhengzhou, 21 febbraio 1994) è un'ex tennista cinese.

## Carriera
Nel circuito ITF ha vinto quattro titoli in doppio e due in singolare.
Avviene il suo debutto nel tornei del Grande Slam nel 2014, dove riceve una wild-card per partecipare agli Australian Open vincendo i play-off che si erano giocati in Asia. La sua strada si ferma già al primo turno per mano della giovane canadese e trentesima testa di serie Eugenie Bouchard in due set.
Ha disputato quattordici incontri con la squadra cinese di Fed Cup vincendone la metà.

## Statistiche ITF

### Singolare

#### Vittorie (1)
| Torneo 100 000 $ (0) |
| Torneo 75 000 $ (0)  |
| Torneo 50 000 $ (0)  |
| Torneo 25 000 $ (0)  |
| Torneo 15 000 $ (0)  |
| Torneo 10 000 $ (1)  |

| N. | Data          | Torneo                                 | Superficie  | Avversaria in finale | Punteggio |
| 1. | 23 marzo 2014 | ITF Women's Circuit Shenzhen, Shenzhen | Terra rossa | Zhang Kailin         | 6-3, 6-2  |

### Doppio

#### Vittorie (1)
| Torneo 100 000 $ (0) |
| Torneo 75 000 $ (0)  |
| Torneo 50 000 $ (0)  |
| Torneo 25 000 $ (0)  |
| Torneo 15 000 $ (0)  |
| Torneo 10 000 $ (1)  |

| N. | Data           | Torneo                                       | Superficie | Compagna | Avversarie in finale | Punteggio |
| 1. | 6 gennaio 2013 | Sunrise Aluminium Women's Circuit, Hong Kong | Cemento    | Tian Ran | Eri Hozumi Miyu Katō | 6-2, 6-1  |

## Grand Slam Junior

### Doppio

#### Sconfitte (1)
| Tornei del Grande Slam  |
| ----------------------- |
| Australian Open (0)     |
| Open di Francia (0)     |
| Torneo di Wimbledon (1) |
| US Open (0)             |

| N. | Data          | Torneo                      | Superficie | Compagna     | Avversarie in finale       | Punteggio     |
| 1. | 2 luglio 2011 | Torneo di Wimbledon, Londra | Erba       | Demi Schuurs | Eugenie Bouchard Grace Min | 7-5, 2-6, 5-7 |

## Risultati in progressione
| Sigla | Risultato               |
| ----- | ----------------------- |
| V     | Vincitore               |
| F     | Finalista               |
| SF    | Semifinalista           |
| O     | Oro olimpico            |
| A     | Argento olimpico        |
| SF    | Bronzo olimpico         |
| QF    | Quarti di Finale        |
| 4T    | Quarto turno            |
| 3T    | Terzo turno             |
| 2T    | Secondo turno           |
| 1T    | Primo turno             |
| RR    | Round Robin             |
| LQ    | Turno di qualificazione |
| A     | Assente                 |
| ND    | Non disputato           |

| Legenda superfici    |
| -------------------- |
| Cemento              |
| Terra battuta        |
| Erba                 |
| Superficie variabile |

### Singolare nei tornei del Grande Slam
| Torneo          | 2014 |
| --------------- | ---- |
| Australian Open | 1T   |
| Open di Francia | A    |
| Wimbledon       | A    |
| US Open         | A    |

### Doppio nei tornei del Grande Slam
Nessuna partecipazione

### Doppio misto nei tornei del Grande Slam
Nessuna partecipazione